# Réaup-Lisse
Réaup-Lisse é uma comuna francesa na região administrativa da Nova Aquitânia, no departamento Lot-et-Garonne. Estende-se por uma área de 70,14 km². Em 2010 a comuna tinha 627 habitantes (densidade: 8,9 hab./km²).